# エクソダス:神と王
『エクソダス:神と王』（エクソダスかみとおう、Exodus: Gods and Kings）は、2014年のアメリカ合衆国の叙事詩的映画。監督はリドリー・スコット、脚色はスティーヴン・ザイリアンが担当し、クリスチャン・ベールが主役を務める。
本作は、旧約聖書の出エジプト記をもとにして、モーゼに率いられたヘブライ人がエジプトを脱出する過程を描写した作品である。キャスティングや内容的には、パラマウント映画、セシル・B・デミル製作監督、チャールトン・ヘストン主演の『十戒』のリメイク的な要素が強い。

## キャスト
※括弧内は日本語吹替
- モーゼ: クリスチャン・ベール（宮内敦士[4]） - 兄弟同然に育ったエジプトの王ラムセスに反旗を翻した男。
- ラムセス: ジョエル・エドガートン（小山力也[4]） - 狂気の王。
- セティ: ジョン・タトゥーロ（山野史人）
- ヨシュア: アーロン・ポール（石上裕一）
- ヘゲップ総督: ベン・メンデルソーン（石川禅）
- ツィポラ: マリア・バルベルデ（杏[4]）
- トゥーヤ（英語版）: シガニー・ウィーバー（駒塚由衣）
- ヌン（英語版）: ベン・キングズレー（川久保潔）
- ビティア（英語版）: ヒアム・アッバス（滝沢ロコ）
- マラク（英語版）: アイザック・アンドリュース（高山みなみ）
- 専門家: ユエン・ブレムナー（森宮隆）
- 巫女: インディラ・ヴァルマ（勝生真沙子）
- ネフェルタリ: ゴルシフテ・ファラハニ（長尾雅世）
- 大宰相: ガッサーン・マスウード[5]（宮崎敦吉）
- ミリアム: タラ・フィッツジェラルド（水野ゆふ）
- カーヤン司令官: ダール・サリム（英語版）（大黒和広）
- アロン: アンドリュー・ターベット（園岡新太郎）
- 書記官: ケン・ボーンズ（英語版）（田原正治）
- 総督の側近: フィリップ・アルディッティ（英語版）（新城健）
- ゲルショム: ハル・ヒューエットソン（阿久津秀寿）
- 石切場衛兵: クリストファー・シューレフ（さかき孝輔）
- ダタン（英語版）: アントン・アレキサンダー（山岸治雄）
- エトロ（英語版）: ケヴォルク・マリキャン（英語版）（世古陽丸）

日本語吹替について
- 当初は小川真司も吹替キャストとして出演が予定されていたが[4]、体調不良（後に死去）により収録前に降板した（どの役柄で出演予定だったかは不明）。

## 製作
2013年3月15日、Deadline.comはリドリー・スコットがクリスチャン・ベールを主演に迎えて、映画を作ろうとしていると報じた。同年8月13日には、ベール自身がモーセを演じることを認めた。同日、ジョエル・エドガートンがラムセス2世を演じることが発表され、撮影開始は9月と報じられた。スタジオはスペインのアルメリアとペキナに3000人から4000人、フエルテベントゥラ島に1000人から2000人のエキストラを集めた。8月27日、アーロン・ポールがヨシュアを演じることが決定し、ジョン・タトゥーロ、ベン・キングズレー、シガニー・ウィーバーにスタジオが出演オファーを持ちかけていると報道された。
2014年3月7日には、スタジオがタイトルを『Exodus』から『Exodus: Gods and Kings』に変更した。

### 撮影
2013年10月にアルメリアのタベルナスとシエラ・アルハミラで撮影が開始された。また、追加撮影はイギリスのパインウッド・スタジオで行われた。

### ポスト・プロダクション
2014年7月8日、本作の音楽をアルベルト・イグレシアスが作曲することになったと発表された。

## 興行収入
2014年12月11日（木曜日）のレイトショーでの先行上映は2500館余りで実施され、120万ドルを稼ぎ出した。12日には全米3503館で公開され、870万ドルを稼ぎ出した。

## 批評家からの評価
本作に対する批評家の評価は芳しくない。映画批評集積サイトRotten Tomatoesには169件のレビューがあり、批評家支持率は28%、平均点は10点満点で4.8点となっている。サイト側による批評家の意見の要約は「ところどころ面白いシーンがあり、叙事詩的映画としても相応の物だが、『エクソダス:神と王』は古典的題材を十分に生かし切れていない。」となっている。また、Metacriticには41件のレビューがあり、加重平均値は51/100となっている。
ハリウッド・リポーターのステファン・ファーバーは本作に好意的な評価を下し、「リドリー・スコットは2000年に公開されてアカデミー賞を受賞した『グラディエーター』でローマの叙事詩を見事によみがえらせた。このエジプトの物語は『グラディエーター』と同じ水準であるとは言い難い。しかし、ワイドスクリーンの映像を見て監督の才能が確かなものであることはわかる。3Dという技術の力を借り、目を見張るようなセットがあるので、アドベンチャー映画のファンを楽しませるには十分な映画だといえる。」と述べている。

## 批判
いくつかの団体及び人物が、白人ではないモーセやヨシュアを白人の俳優が演じることに対して抗議している。シドニー・モーニング・ヘラルド上において、運動家のターリク・ナッシュウィードは「本作は古代オリエントを舞台としている。それにもかかわらず、古代オリエントの神々や王を演じている全員が白人の俳優で、盗賊や奴隷のような低い身分のエジプト人を演じている全員が黒人の俳優なのはおかしい」と抗議した。また、Twitter上で、本作でセットとして用いられているギザの大スフィンクスの復元像の鼻がヨーロッパ的であると指摘されている。クリスチャントゥデイは、本作に隠された人種差別に抗議する人々が、ネット上で、本作の鑑賞をボイコットする運動を起こしていると報じている。
また、「ピラミッドやスフィンクスの建設はユダヤ教の祖とされるアブラハムが現れる時代よりも500年以上前であるのに、それらをユダヤ人奴隷が建設したことになっている」「ユダヤ人がエジプトを脱出する際に海が真っ二つに割れるのが、モーゼの奇跡ではなく地震によるものとされている」といった点が歴史的に誤っているとして、エジプトとモロッコでは本作の公開が禁止となった。